# 法里德科特
法里德科特（Faridkot），是印度旁遮普邦Faridkot县的一个城镇。总人口71986（2001年）。

## 人口
该地2001年总人口71986人，其中男性37900人，女性34086人；0—6岁人口9021人，其中男4964人，女4057人；识字率66.86%，其中男性为71.39%，女性为61.82%。